# 亀岡正人
亀岡 正人（かめおか まさと、生年不詳 - 2013年9月23日）は、東映京都のプロデューサー兼東映太秦映画村の村長を務めた。

## 主な作品

### テレビ
- 影の軍団シリーズ
- 名奉行 遠山の金さん
- 痛快!三匹のご隠居
- 別れる2人の事件簿
- 京都鴨川東署迷宮課おみやさん

ほか

### 映画
- 首領になった男
- 蔵
- 流れ板七人
- 極道の妻たち リベンジ
- 極道の妻たち 地獄の道づれ

| スタブアイコン | サブスタブ | この項目は、まだ閲覧者の調べものの参照としては役立たない、人物に関連した書きかけの項目です。この項目を加筆・訂正などしてくださる協力者を求めています（P:人物伝/PJ:人物伝）。 |